# Lia Naira
Die Lia Naira (ladinisch für «Schwarzer Bund», Aussprache [ˌliːɐ ˈnairɐ]) war in den 1950er Jahren ein Aktionskomitee gegen den Bau von Wasserkraftwerken im schweizerischen Engadin.

## Organisation
Exponenten der Lia Naira waren der Lehrer, Lyriker und Umweltschützer Armon Planta aus Sent GR (1917–1986), Giachen Arquint aus Zernez (1905–1972) sowie Men Rauch aus Scuol (1888–1958) als Redaktor der damaligen Engadiner Zeitung Fögl Ladin.
Es gab zwar eine Gruppe von gut 200 Unterengadinern, die den Aufruf «l’otra vusch» («die andere Stimme») unterschrieben hatten. Im Zentrum der Organisation waren jedoch bloss etwa zwanzig Aktivisten, die Zeitungsartikel schrieben und Rekurse verfassten. Diese Personen kamen aus dem akademischen Umfeld des Unterengadins. Sieben Personen dieses harten Kerns waren als Schriftsteller oder Übersetzer tätig. Auch Luisa Famos zählte zu den Mitgliedern.

## Ziele
Die Lia Naira bekämpfte in den 1950er Jahren den Bau der Anlagen der Engadiner Kraftwerke AG (EKW / OEE). Dazu gehörten Projekte am Inn, am Spöl und auf dem Gebiet des Schweizerischen Nationalparks.
Eines der Argumente der Vereinigung lautete, es habe das Zeitalter der Atomenergie begonnen und die Zerstörung der Umwelt durch den Bau von Staumauern und Wasserkraftwerkanlagen sei daher nicht mehr tolerierbar.
Viele Aktivisten sahen einen Zusammenhang zwischen der physischen Zerstörung des Tales durch Wasserkraftwerke und der Einwanderung von Fremden und damit dem Verlust der romanischen Sprache. Der Tonfall war über weite Strecken pathetisch, hier ein Beispiel aus dem Fögl Ladin:

„O Engiadina, tü est sco üna mamma per nus tuots, ma tour davent Teis En, Teis En chi dà la vita, qua ais sco scha inchün vendess per munaida ils ögls da sia mamma.“

„O Engadin, du bist für uns alle wie eine Mutter, aber Deinen Inn, Deinen lebensspendenden Inn wegnehmen, das ist, als ob jemand gegen Geld die Augen seiner Mutter verschachern würde.“

Der Fögl Ladin mit Men Rauch als Redaktor war faktisch das Publikationsorgan der Lia Naira. Anders als im Engadin war das Verständnis für die Ziele der Lia Naira im restlichen Kanton Graubünden eher gering.

## Geschichte

### Ausgangslage
Von 1950 bis 1970 wurden im Kanton Graubünden 27 Staumauern gebaut sowie 63 Staumauern in der übrigen Schweiz: Es herrschte Hochkonjunktur im Wasserkraftwerkbau. Diese Euphorie brachte eine heftige Diskussion zum Thema Umweltschutz in Gang.
1943 begannen zwei Konsortien im Unterengadin mit der Planung von Wasserkraftwerken. Schon zu dieser Zeit trafen sich die ersten Wasserkraftwerkgegner, jedoch noch nicht unter dem Namen «Lia Naira», sondern einfach als «Aktionskomitee».

### Staatsvertrag mit Italien
1954 fusionierten die beiden Planungskonsortien zur «Engadiner Kraftwerke AG». In der Folge wurde das Projekt eines Stausees im angrenzenden, italienischen Livigno konkret:
Der Spöl fliesst von Livigno nach Zernez auf 6 km teils durch den Schweizerischen Nationalpark und teils an seiner Grenze entlang. Im Grunde wollte man die Wasserkraft des Spöls schon länger nutzen. Obwohl seit 1919 Projekte eines rein schweizerischen Spöl-Stausees existierten, war es sinnvoller, eine Staumauer am Punt dal Gall («Hahnenbrücke») im Livigno-Tal unmittelbar an der Landesgrenze zu errichten. Aus diesem Grund arbeiteten die Schweiz und Italien einen Staatsvertrag zwecks Nutzung des Spöls aus. Der Nationalrat billigte den Vertrag am 27. September 1957 mit 143 zu 2 Stimmen, und der Ständerat folgte am 18. Dezember 1957 mit 31 zu 0 Stimmen.

### Entstehung der Lia Naira
Das wasserkraftkritische Aktionskomitee trug den Namen Lia Naira vom 10. Februar 1957 an: Verteidiger der Wasserkraftprojekte machten sich lustig über das Aktionskomitee und betitelten es als «Lia Naira», weil sich die Aktivisten angeblich vorwiegend nachts träfen. Die Aktivisten wehrten sich nicht gegen diese als Spottname gedachte Bezeichnung und machten sie zwei Wochen später zu ihrer offiziellen Eigenbezeichnung.

### Volksinitiative und Referendum
1957 lancierte die Lia Naira die Eidgenössische Volksinitiative «zur Erhaltung des schweizerischen Nationalparks». Unabhängig davon ergriff die Lia Naira ein Referendum gegen den Staatsvertrag zwischen der Schweiz und Italien. Am 24. März 1958 reichte die Lia Naira das Referendum mit 86'949 Unterschriften ein. Der grösste Teil der Unterschriften stammte aus den Kantonen Zürich (24'503) und Bern (14'204), die Bündner selber steuerten bloss 646 Unterschriften bei. Auf nationaler Ebene arbeitete die Lia Naira mit dem «Comité Rheinau» zusammen, das am Hochrhein ähnliche Zielsetzungen hatte wie die Lia Naira an Inn und Spöl.

### Ausgang des Referendums
In der eidgenössischen Volksabstimmung vom 7. Dezember 1958 stimmten eine Mehrheit von 75,2 % Stimmbürgern und alle 25 Kantone (damals noch ohne den Kanton Jura) zu Gunsten des Staatsvertrags mit Italien betreffend der Spölnutzung und somit gegen die Ziele der Lia Naira. Auch in Graubünden stimmte eine Mehrheit von 88,2 % Stimmbürgern für den Staatsvertrag und gegen die Lia Naira. Die einzige Schweizer Gemeinde, die den Staatsvertrag in der Abstimmung ablehnte, war die Unterengadiner Gemeinde Sent, doch nur ein Sechstel der Engadiner Stimmbürger stimmte im Sinne der Lia Naira.

### Auflösung
Nach der Abstimmung vom Dezember 1958 zog die Lia Naira die Volksinitiative zur Erhaltung des Nationalparks zurück und löste sich auf. 
Der Bau der Staumauer des Livigno-Sees begann 1962, die Einweihung der Elektrizitätswerke erfolgte 1971. Der Stollenverbund erstreckt sich heute über 47 km Luftlinie von S-chanf im Oberengadin bis Martina im Unterengadin an der Grenze zu Österreich.